# NGC 6990
NGC 6990 est une vaste galaxie spirale relativement éloignée et située dans la constellation de l'Indien. Sa vitesse par rapport au fond diffus cosmologique est de 9 456 ± 300 km/s, ce qui correspond à une distance de Hubble de 139 ± 11 Mpc (∼453 millions d'al). NGC 6990 a été découverte par l'astronome britannique John Herschel en 1834.
La classe de luminosité de NGC 6990 est I et elle présente une large raie HI.